# Santali
Santali (Ol chiki: ᱥᱟᱱᱛᱟᱲᱤ) eller santhali är ett austroasiatiskt språk som talas i Indiens delstater Jharkhand och Västbengalen. Språket anses vara hotat. Dess närmaste släktspråk är bl.a. kol och korku.. Språket talas också i Bangladesh. Sammanlagt har det cirka 6 miljoner talare, varav 4,8 miljoner bor i Indien.. Santhali är huvudsakligen santalers modersmålet. Märkbara santhalitalande grupper finns också i andra indiska delstater så som Odisha (ca 892 000 talare), Assam (881 000) och Bihar (405 000).
Santhalis ursprungliga skriftsystem heter ol chiki men det kan också skrivas med devanagari, bengalialfabetet eller oriyaskrift. Ol chiki skapades 1925 av Raghunath Murmu. Norrmannen Paul Olaf Bodding studerade santhali och dess talare i 44 år vid sidan av sina missionsresor i regionen för den nordiska Santalmissionen. Bodding använde sina egna anteckningar för att översätta Bibeln till santhali och att sätta ihop en ordbok.. Bibelns fullständiga översättning till santhali blev färdig år 2005.
Den första romanen på santhali är Hadmavak Aato (av R. Carter) och den kom ut år 1942. Romanen använde latinska alfabetet. Samma året kom ut verket Bidu Chandan av Raghunath Murmu som anses vara en oersättlig del för santhalispråkig litteratur.. 

## Fonologi

### Konsonanter
|             |             | Bilabial | Alveolar | Retroflex | Palatal  | Velar    | Glottal |
| ----------- | ----------- | -------- | -------- | --------- | -------- | -------- | ------- |
| Klusil      | oasp.       | p \| b   | t \| d   | ʈ \| ɖ    | c \| ɟ   | k \| g   | ʔ       |
| Klusil      | asp.        | pʰ \| bʰ | tʰ \| dʰ | ʈʰ \| ɖʰ  | cʰ \| ɟʰ | kʰ \| gʰ |         |
| Nasal       | Nasal       | m        | n        | ɳ         | ɲ        | ŋ        |         |
| Frikativ    | Frikativ    |          | s        |           |          |          | h       |
| Tremulant   | Tremulant   |          | r        | ɽ         |          |          |         |
| Lateral     | Lateral     |          | l        |           |          |          |         |
| Approximant | Approximant | w ~ v    |          |           | j        |          |         |

Källa:

### Vokaler
|            | Främre | Central | Bakre |
| ---------- | ------ | ------- | ----- |
| Sluten     | i ~ ĩ  |         | u ~ ũ |
| Halvsluten | e      | ə ~ ə̃   | o     |
| Halvöppen  | ɛ ~ ɛ̃  |         | ɔ ~ ɔ̃ |
| Öppen      |        | a ~ ã   |       |

Vokalerna [i] och [u] kan realisera som korta och långa.
Källa:

## Status
Santhali är ett av dem 21 regionala språken som har officiell status på delstatsnivån i Indien. Det har officiell status i två delstater: Jharkhand och Västbengalen. I Jharkhand fick språket officiell status som andra språk i 2011 tillsammans med tio andra språk. Delstatens första officiella språk är hindi.. I Västbengalen blev santhali andra officiella språk också 2011 tillsammans med fem andra språk. De första officiella språken är engelska och bengali..
År 2019 användes för första gången språket i Indiens överhus, Rajya Sabha. Den första tolken vars uppgift var att översätta från santhali till hindi var en doktorand..
Santhali räknas som så kallat stamspråk i Indien (engelska tribal language). År 2018 blev santhali den första stamspråk i Indien som fick sin egen Wikipedia..